# Zone d'opérations des Préalpes
1943–1945
Entités précédentes :
- Royaume d'Italie

Entités suivantes :
- Italie

La zone d'opérations des Préalpes (allemand : Operationszone Alpenvorland ou  OZAV ; italien : Zona d'operazione delle Prealpi) était une zone d'occupation de l'Allemagne nazie dans la région subalpine italienne pendant la Seconde Guerre mondiale.

## Origine et géographie
L'OZAV fut créée le 10 septembre 1943 par la Wehrmacht allemande occupante, en réponse à l'armistice entre les Alliés et l'Italie proclamé deux jours plus tôt à la suite de l'invasion alliée de la péninsule. Elle  comprenait les provinces de Belluno, Bolzano et Trente. La zone opérationnelle du littoral adriatique, comprenant les provinces d'Udine, de Görz, de Trieste, de Pula, de Rijeka, du golfe de Kvarner et de Ljubljana, fut établie le même jour. Les deux zones opérationnelles étaient séparées de la République sociale italienne (RSI), basée à Salò sur le lac de Garde, qui gouvernait le reste de l'Italie qui n'avait pas encore été occupée par les Alliés.

## Administration
L'OZAV était administrée par le haut-commissaire Franz Hofer dans le cadre du Reichsgau du Tyrol-Vorarlberg. Sa capitale était Bolzano. Hofer voulait fusionner la zone d'opérations à son Gau et provoquer ainsi la réunification du Tyrol et la résurrection territoriale de l'ancienne couronne autrichienne du Tyrol. Cela n'eut pas lieu car Hitler voulait montrer de la considération pour Mussolini, bien que le gouvernement de Salo n'eut presque aucune influence dans la région pendant la domination allemande.
L'influence italienne fut contrariée et démantelée par les Allemands, qui décrétèrent la restauration des frontières provinciales de 1919 (plus l'ajout de Belluno) et forcèrent à la démission le Podestà ethnique italien du Tyrol du Sud qui fut remplacé par des maires germanophones recrutés dans la population locale s'identifiant au Troisième Reich. En septembre 1943, la langue allemande reçut le même statut que la langue italienne. Les noms allemands et ladins des rues et des localités étaient affichés à côté des noms italiens. Les journaux fascistes et de langue italienne furent fermés et l'importation de journaux de la RSI fut interdite tout comme le parti fasciste italien. Des lois furent introduites limitant l'immigration des Italiens échappant au service militaire du RSI. Cependant, la lire italienne resta la monnaie légale.
L'effet de ces politiques fut un renversement rapide et draconien de la politique rigoureuse d'italianisation qui avait été imposée à la région par le gouvernement italien à partir du début des années 1920.
Les unités militaires de la région relevaient de la Befehlshaber Operationszone Alpenvorland commandée par la general der Infanterie Joachim Witthöft, ancien commandant divisionnaire du XXVIIe corps d'armée de l'armée allemande.

## Collaboration
L'application première des réglementations allemandes était assurée par le Südtiroler Ordnungsdienst  (SOD, la police civile du "Tyrol du Sud"), qui avait été recruté par l'ADO (Arbeitsgemeinschaft der Optanten für Deutschland ou Association des Optants pour l'Allemagne); Son équivalent à Trento (Trentino) était le Corpo di Sicurezza Trentino (CST) et dans la province de Belluno le Corpo di Sicurezza Bellunese (CSB), tous deux composés de personnes recrutées parmi les résidents masculins âgés de dix-huit à cinquante ans. Le SOD s'impliqua également activement dans la poursuite des juifs et des célèbres « Dableiber » (ceux qui avaient choisi l'Italie lorsqu'ils furent contraints de déclarer leur allégeance), comme Josef Mayr-Nusser, Michael Gamper, Friedl Volgger, Rudolf Posch et Josef Ferrari. Beaucoup de Dableiber étaient des prêtres catholiques actuels ou anciens et furent persécutés par les Allemands.

## Déportation des Juifs des Préalpes
Le 12 septembre 1943, presque immédiatement après le début de l'occupation allemande, le SS et chef de la police des Préalpes Karl Brunner  donna l'ordre d'arrêter tous les Juifs de la région. Beaucoup furent déportés et assassinés dans les camps d'extermination,.
La région abrita également le camp de transit de Bolzano, actif de l'été 1944 jusqu'à la fin de la guerre et utilisé pour le transit des Juifs italiens vers Auschwitz et d'autres camps,.

## Atrocités
La région fut le théâtre de certaines des dernières atrocités allemandes pendant la Seconde Guerre mondiale. Vers la fin de la guerre, le Tyrol du Sud a vu la présence de plus de 70 000 soldats allemands et membres de la police, prêts pour une éventuelle dernière défense du Reich. Après la capitulation allemande en Italie, des manifestations de joie de la population italophone éclatèrent qui virent 11 personnes tuées à Mérano le 30 avril et 41 personnes tuées à Bolzano le 3 mai 1945, lorsque des unités de la Wehrmacht et des SS tirèrent sur des civils, le jour même de la reddition de Caserte. Ceci et les confrontations entre les troupes allemandes et les partisans italiens furent appelés la bataille de Bolzano (italien : Battaglia di Bolzano). La responsabilité de ces meurtres a été imputée aux SS et au chef de la police Karl Brunner, mais aussi aux circonstances chaotiques du côté italien et allemand après la reddition.